# Rue des Tanneurs (Tunis)
Pour les articles homonymes, voir Rue des Tanneurs.

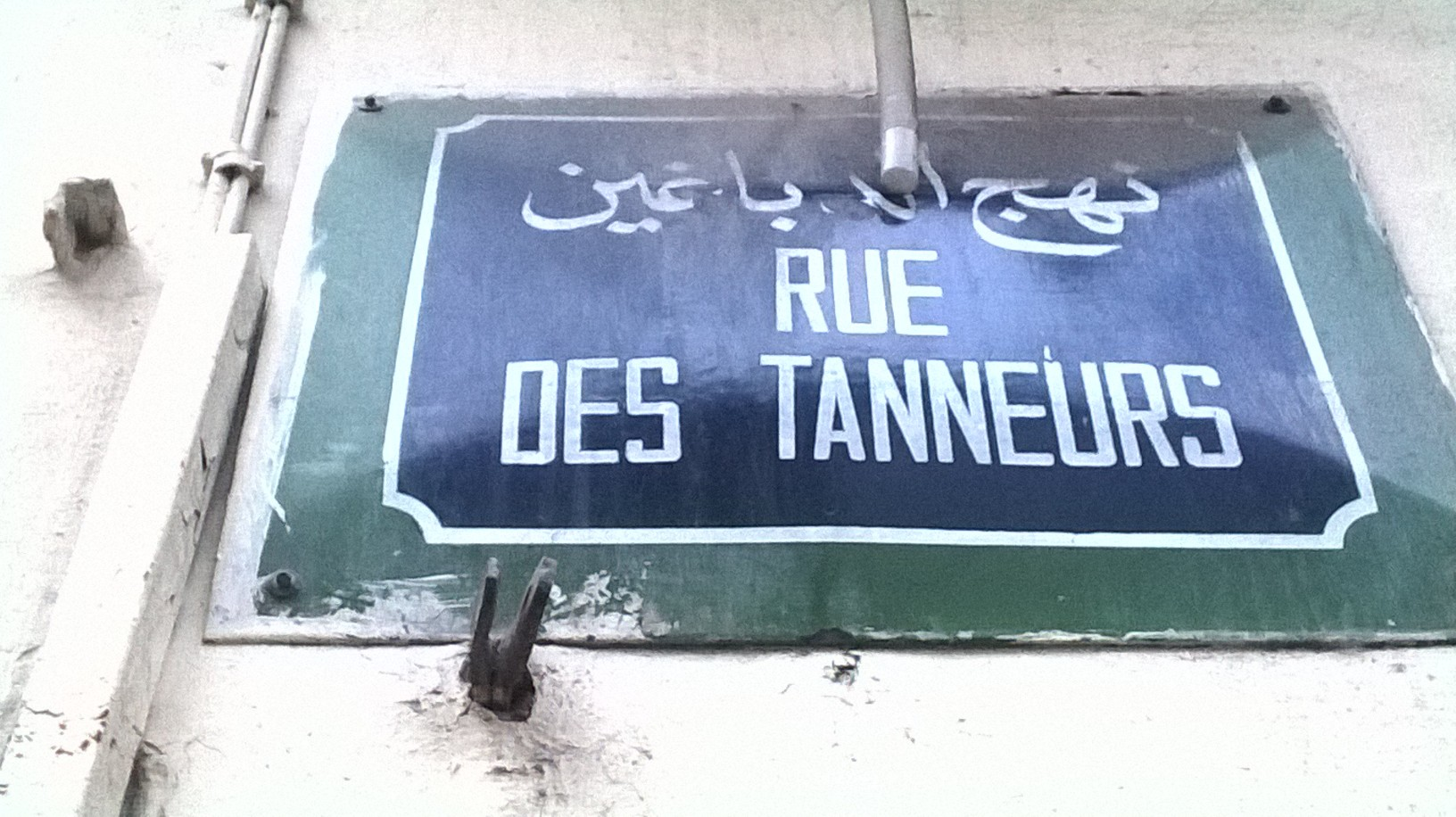
Plaque métallique indiquant la rue de Tanneurs.

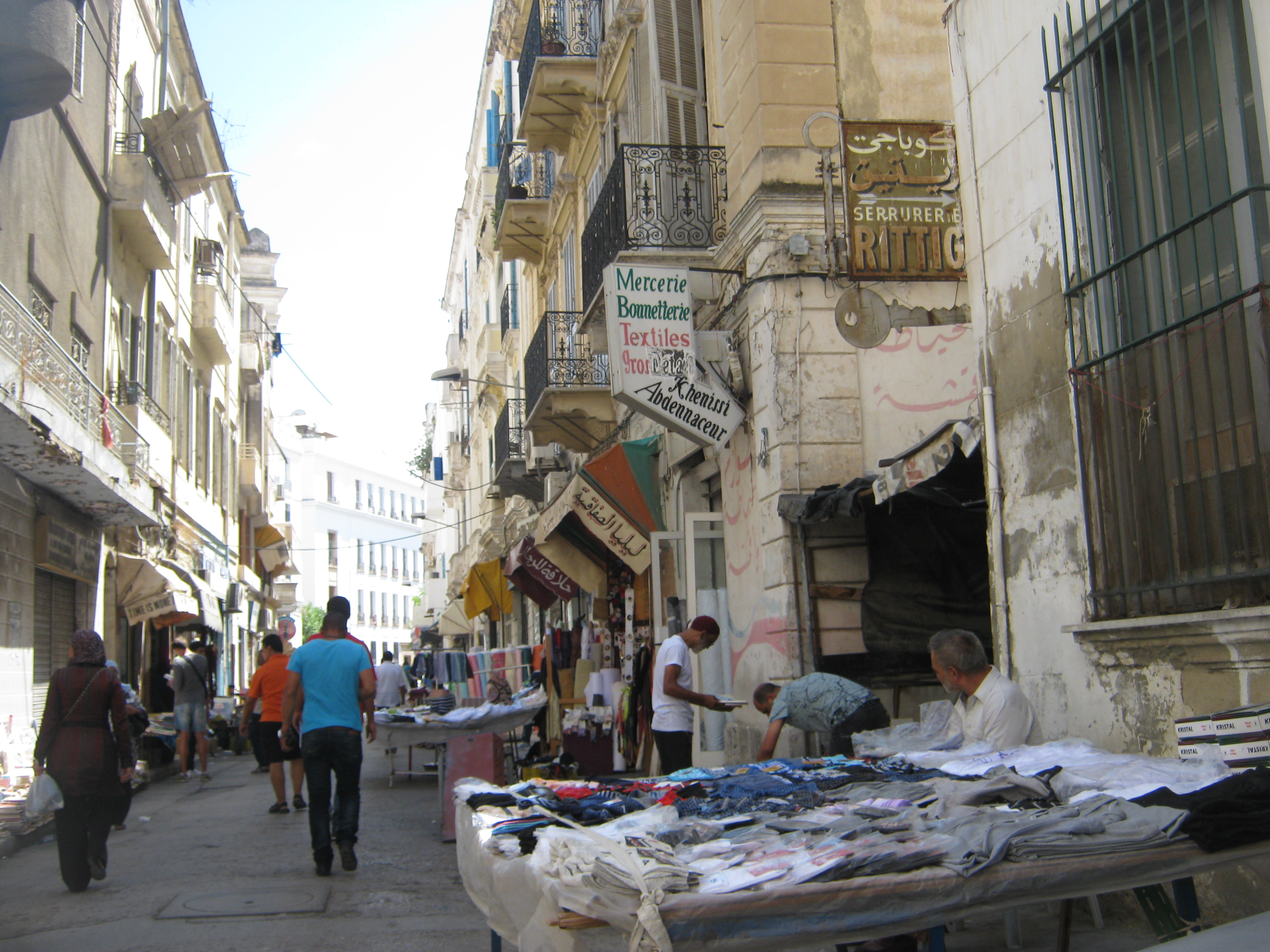
Vue de la rue des Tanneurs.

La rue des Tanneurs est une voie publique de Tunis. 

## Situation et accès
Située en dehors des remparts de la médina, elle relie de nos jours la rue Mongi-Slim, auparavant appelée rue des Maltais, et la rue de Rome.

## Historique
Cette rue a abrité auparavant un souk spécialisé dans le tannage du cuir, appelé souk Edabaghine. Après la disparition de cette spécialité, des vendeurs de livres anciens s'y sont installés.